# 2016年马来西亚青少年羽毛球锦标赛
2016年马来西亚青少年羽毛球锦标赛，為第5屆马来西亚青少年羽毛球锦标赛，是一項由世界羽联主辦予各國的青年羽毛球選手（19歲以下）參加的国际性羽毛球賽事。本屆賽事在马来西亚瓜拉登嘉楼內的武吉加拉冠军体育館舉行。本届赛事吸引了各國青年好手共同参与，則於9月6日至9月10日舉行。

## 優勝者
| 項目             | 金牌                                       | 银牌                                 | 铜牌                |
| 男子單打（詳細） | 黄敬卫                                     | 沈锋豪                               | 李梓嘉              |
| 男子單打（詳細） | 黄敬卫                                     | 沈锋豪                               | 李佳豪              |
| 女子單打（詳細） | 查斯妮·戈内帕                              | 白荷娜                               | Song Hyeon Joo      |
| 女子單打（詳細） | 查斯妮·戈内帕                              | 白荷娜                               | 蒂娜·穆拉里塔兰     |
| 男子雙打（詳細） | 陈堂杰 万纬聪                              | 帕金·库纳-阿努维特 纳塔帕·特林卡基   | 梁峻豪 沈锋豪       |
| 男子雙打（詳細） | 陈堂杰 万纬聪                              | 帕金·库纳-阿努维特 纳塔帕·特林卡基   | 黄湙腾 苏伟译       |
| 女子雙打（詳細） | 法布里安娜·德维普吉·库苏马 莉布卡·苏吉阿托 | 蒂娜·穆拉里塔兰 陳雪柔               | 杜頤溈 叶灵         |
| 女子雙打（詳細） | 法布里安娜·德维普吉·库苏马 莉布卡·苏吉阿托 | 蒂娜·穆拉里塔兰 陳雪柔               | Kim Yeo Reum 李幽琳 |
| 混合雙打（詳細） | Lim Su Min 李幽琳                          | 帕金·库纳-阿努维特 关差诺·素哉帕巴叻 | 林湋鍩 楊雅婷       |
| 混合雙打（詳細） | Lim Su Min 李幽琳                          | 帕金·库纳-阿努维特 关差诺·素哉帕巴叻 | 李俊禮 吳芷柔       |